# Русанов, Андриан Иосифович
Андриан Иосифович Русанов вариант имени Андрей (1859 — ?) — политический деятель, эсер, депутат Государственной думы II созыва от Курской губернии и Всероссийского Учредительного собрания.

## Биография

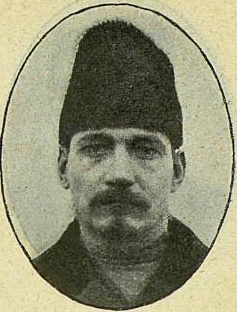
А. И. Русанов

Из крестьян села Долженково Долженской волости Обоянского уезда Курской губернии. Учился в сельской школе. Волостной старшина. В течение 4 лет служил волостным писарем. С 1904 года состоял членом партии социалистов-революционеров. В документах указывалось, что занимался земледелием на полутора десятинах надельной земли, однако по другим сведениям значилось, что вёл крупное крестьянское хозяйство.
8 февраля 1907 избран во Государственную думу II созыва от общего состава выборщиков Курского губернского избирательного собрания. Вошёл в состав группы Социалистов-революционеров. Состоял в думских комиссиях по разбору корреспонденции и о местном суде.
После роспуска Государственной думы скрывался, эмигрировал в Монголию. Возвратился в Россию после Февральской революции 1917. Уездный комиссар. Председатель земской управы и уездного Совета крестьянских депутатов. Член
ЦК партии эсеров между III и IV съездами партии. Комиссией партии ПСР по выборам в Учредительное собрание, возглавляемой В. М. Зензиновым, не был включён в перечень имен, возглавляющих списки от партии эсеров (по мнению В. М. Чернова, причина в большей левизне А. И. Русанова, чем Зензинова). Тем не менее, в конце 1917 года избран делегатом на Всероссийское учредительное собрание в Курском избирательном округе по списку № 1 (эсеры). Участвовал в единственном заседании Учредительного собрания 5 января 1918 года. В. М. Чернов, комментируя протоколы заседаний ЦК партии эсеров, назвал его «известным левым писателем и деятелем партии» (псевдоним К. Тарасов).
Впоследствии эмигрировал.
Дальнейшая судьба неизвестна.

### Архивы
- Российский государственный исторический архив. Фонд 1278. Опись 1 (2-й созыв). Дело 373; Дело 604. Лист 27.